# SN 2002ar
SN 2002ar – supernowa typu Ia odkryta 3 lutego 2002 roku w galaktyce NGC 3746. W momencie odkrycia miała maksymalną jasność 16,50m.